# Шубник
Шубник — деревня в Думиничском районе Калужской области. Расположена на реке Сенек.

## История
Деревня впервые упоминается в «Списке населенных мест Калужской губернии» 1914 года. В то время она насчитывала 183 жителя. Названа так по основному роду занятий жителей-мужчин: они шили на продажу шубы из овчин.
В 1930 г. организован колхоз «Красный Шубник». Первоначально в него вступили три бедняцкие семьи, у которых было три лошади и 15 га пахотной земли.
В 1940 г. — 38 дворов.
Во время войны д. Шубник была освобождена от фашистов первый раз −6 января 1942 г. (снова занята 3 февраля), окончательно — 26 июля 1943 г.
В 1950 г. колхоз «Красный Шубник» присоединили к хотьковскому колхозу «Ленинское Знамя».
В настоящее время Шубник — деревня в составе сельского поселения «Село Хотьково». Население в 2007 — 8 человек.

## Разное
Недалеко от д. Шубник есть разведанное месторождение тугоплавких глин (не разрабатывается).